# RS-359
Pour les articles homonymes, voir Route 359.
La RS-359 est une route locale du Nord-Est de l'État du Rio Grande do Sul qui relie la municipalité de Veranópolis, depuis l'embranchement avec la BR-470, à celle de Cotiporã. Elle dessert ces deux seules villes, et est longue de 21,070 km.